# Heinrich Louis d'Arrest
Heinrich Louis d’Arrest (Berlín, 13 de julio de 1822-Copenhague, 14 de junio de 1875) fue un astrónomo prusiano que trabajó en Alemania y Dinamarca. Descubrió varios cometas, el asteroide (76) Freya y una serie de 342 objetos del cielo profundo. Fue codescubridor del planeta Neptuno, realizando investigaciones sobre asteroides y cometas, y estuvo dedicado al estudio de los cúmulos de galaxias.

## Semblanza
Los antepasados de D'Arrest eran hugonotes franceses que en 1685, tras el Edicto de Nantes huyeron a Alemania.
D'Arrest estudió matemáticas en la Universidad de Berlín. El 9 de julio de 1844 descubrió de manera independiente el segundo cometa de Mauvais, dos días después de que fuese observado por primera vez en París. El 28 de diciembre descubriría otro cometa.
En 1845 se convierte en asistente del profesor Johann Franz Encke en el  Observatorio de Berlín. Junto a Johann Gottfried Galle, el director del observatorio, descubre el 23 de septiembre de 1846 el planeta Neptuno. Galle y d'Arrest escrutaron una región del cielo que el astrónomo francés Urbain Le Verrier les había indicado como posible localización de un planeta desconocido hasta entonces y que podría explicar las perturbaciones observadas en la órbita de Urano. Da Galle fue el primero en observar el planeta a través del telescopio [cita requerida] y por ello actualmente se le reconoce como el descubridor.
En 1848 d'Arrest se traslada al Observatorio de la Universidad de Leipzig en  Pleißenburg. Aquí comienza la determinación sistemática de nebulosas. En 1850 es nombrado doctor honoris causa de la Facultad de Filosofía de la universidad de Leipzig y en 1851 obtiene la 'habilitación' que le permite impartir clases en la universidad. El 28 de junio de 1851 descubre el cometa periódico 6P/d'Arrest. Ese mismo año publica un tratado sobre el sistema de planetas menores. En la primavera de 1852 es nombrado catedrático de astronomía. D'Arrest inició y llevó adelante la construcción del nuevo observatorio de Leipzig.
El 4 de noviembre de 1851 se casa en Leipzig con Auguste Emilie Möbius (* Leipzig, 19 de octubre de 1822; † Copenhague, 28 de diciembre de 1897), la hija del astrónomo y matemático August Ferdinand Möbius, con la que tuvo una hija  (Doris Sophie, * 5 de marzo de 1853) y un hijo (Louis, * 31 de marzo de 1855).
En septiembre de 1857, d'Arrest abanadona Leipzig para trabajar como catedrático de astronomía en la Universidad de Copenhague. Con el telescopio refractor de 11 pulgadas (27.5 cm) del Observatorio de Copenhague continuó la observación de nebulosas y descubrió cientos de galaxias, cúmulos de estrellas y nebulosas gaseosas. Sus observaciones fueron recopiladas y publicadas en 1867 en la obra  "Siderum Nebulosorum Observationes Havnienses".
En 1860 participó junto a Georg Daniel Eduard Weyer en la expedición danesa a España para realizar observaciones del eclipse solar del 18 de julio de 1860. El 21 de octubre de 1862 descubre el asteroide Freia el cual tiene un diámetro de 200 km.
También fue importante su investigación sobre el cúmulo Coma analizando entre 1861 y 1867 de manera sistemática las numerosas observaciones que realizó. Unos 30 años más tarde Max Wolf complementaría la exploración de Coma haciendo uso de fotografías tomadas en el observatorio de Heidelberg.
D'Arrest sufrió una fuerte hipocondría en sus últimos años de vida. Moriría a la edad de 52 años de un fallo cardiaco en Copenhague.
Por su trabajo recibió numerosos homenajes y condecoraciones (en 1875 la Medalla de Oro de la Real Sociedad Astronómica). Fue miembro de las Academias de las Ciencias de Dinamarca, Suecia, San Petersburgo y de Münich, de la británica Real Sociedad Astronómica y caballero de la danesa "Danebrorgordens".

## Eponimia
- En su honor se ha puesto su nombre al cráter lunar D'Arrest y a otro cráter en Fobos, así como al asteroide (9133) d'Arrest.